# Código Internacional de Comercialización de Sucedáneos de la Leche Materna
El Código Internacional de Comercialización de Sucedáneos de la Leche Materna (también conocido como El Código de la OMS) es una política de salud internacional que promueve la lactancia materna adoptada por la Asamblea de Salud Mundial (WHA) de la Organización Mundial de la Salud (OMS) en 1981. El Código se elaboró como una estrategia de salud pública global y recomienda restricciones en la comercialización de sustitutos de leche materna, como lo es la fórmula infantil, para asegurar que las madres no sean desalentadas para amamantar y que los sustitutos sean utilizados de manera correcta si son necesarios. El Código también cubre consideraciones éticas y regulaciones para la comercialización de  biberones y convites. Un número de resoluciones subsecuentes por parte de la WHA han aclarado de manera más puntual o extendido ciertas disposiciones del Código.
Desde 1981, 84 países han promulgado legislaciones implementando de manera total o la mayoría de las cláusulas de El Código y subsecuentes acuerdos relevantes de la WHA.

## Cláusulas
El Código busca proteger la lactancia materna de la divulgación comercial que afecta madres, trabajadores de salud y sistemas de cuidado de la salud. El Código y los acuerdos también contienen recomendaciones y acuerdos específicos relacionados al etiquetado de fórmulas infantiles y otros sustitutos de leche materna.
i. Madres
- La información y materiales educativos acerca de la alimentación de lactantes y niños deben ser objetivos y consistentes y deben enfatizar la importancia de la lactancia materna. Por ningún motivo deberán tales materiales mencionar el nombre de una marca o de un producto.
- Todo tipo de publicidad y promoción de productos está prohibida.
- Las madres no deberán recibir muestras gratis de ningún producto.
- Artefactos promocionales como son descuentos y demostraciones especiales de carácter minorista están prohibidas.
- Los representantes de las compañías no podrán iniciar contacto directo o indirecto con madres.
- Los riesgos de salud para niños artificialmente alimentados o quienes no estén alimentados exclusivamente por leche materna deberán ser señalados con las etiquetas y avisos correspondientes.

ii. Trabajadores de salud
- El Código otorga a los profesionales de la salud la responsabilidad de promover y proteger la lactancia materna.
- Materiales con respecto a productos dados a profesionales de salud por fabricantes y distribuidores deberán limitarse a cuestiones "científicas y objetivas." No deberán ser herramientas para promover el uso de los productos.
- Muestras gratuitas podrán ser entregadas sólo cuando sean necesarias para la evaluación o investigación a nivel institucional. En ningún caso tener que estas muestras ser pasados encima a madres.
- Para evitar conflictos de intereses, los fabricantes y distribuidores no deberán entregar incentivos materiales o financieros a los profesionales de la salud. Tres acuerdos de la WHA acerca de la nutrición de lactantes y niños tras la adopción del Código advertían específicamente contra el conflicto de interés. Un acuerdo en 1996 (WHA acuerdo 49.15) hacía un llamado en cuanto a aceptar ayuda financiera para profesionales de salud trabajando con lactantes y niños que pudiera crear conflicto de intereses. La necesidad de evitar los conflictos de interés se expandió en 2005 (WHA acuerdo 58.32) para cubrir programas de salud para infantes y niños y reiterado en 2008 (WHA acuerdo 61.20).

iii. Sistemas de cuidado de la salud
- La promoción de cualquier producto está prohibida en instalaciones de cuidado de la salud. Esto incluye la exhibición de productos, pancartas y carteles que hagan referencia a tales productos y la distribución de los materiales proporcionados por fabricantes y distribuidores.
- La alimentación con fórmula debería ser demostrada sólo a aquellas madres o miembros familiares que necesiten utilizarlo y la información proporcionada debe de incluir una explicación clara acerca de los riesgos de la alimentación con fórmula y los peligros del uso indebido de dichos productos.
- Los materiales y equipos donados no deberán hacer referencia a nombres de marcas de productos.
- Suministros gratuitos:  Dos resoluciones subsiguientes (WHA 39.28 [1986] y WHA 47.5 [1994]) hacen un llamado eficaz a ponerle fin a todos los suministros libres o de bajo costo dentro del sistema de cuidados de la salud.[4] Por lo tanto, los fabricantes y los distribuidores tienen prohibido proporcionar productos a instalaciones de cuidados de la salud productos gratuitos o de bajo costo. (De acuerdo con reglas de la Iniciativa Hospital Amigo del Niño, ‘bajo costo' significa menos del 80 % del precio minorista.)

iv. Etiquetado
- La información en las etiquetas de las fórmulas para niños tienen que estar en términos de lenguaje apropiados, sencillos y fáciles de entender.
- Las etiquetas de fórmula para niños niño deben incluir  una declaración en la superioridad de la leche materna y que el producto sólo debería utilizarse después de consultarlo con profesionales de salud.
- Imágenes o texto que pudieran idealizar el uso de fórmula y ciertas palabras, como 'humanizado” o “materializado” y similares no deben ser utilizados.
- Aseguraciones sobre nutrición y salud en etiquetas para sustitutos de leche materna no estará permitido a menos que ser la legislación nacional lo permita (WHA resolución 58.32 [2005]).[5][6]
- Las etiquetas tienen que contener avisos explícitos para informar consumidores sobre los riesgos de contaminación de fórmula en polvo con microorganismos patógenos (WHA resolución 58.32 [2005]).
- Las etiquetas deben de seguir las normas de la OMS/FAO en cuanto a la preparación segura, almacenamiento y el manejo de fórmula infantil en polvo (WHA resolución 61.20 [2008]).[7]

En línea con la recomendación para la lactancia materna exclusiva en la resolución 54.2 de la WHA  [2001], todo alimento complementario debe estar etiquetado como propio para uso por niños de seis meses y no antes.

## Implementación
La industria de alimentos para niños ha sido el sujeto de crítica por parte de organizaciones no gubernamentales,  agencias internacionales y campañas de grupos por no atenerse a El Código. Uno de los fabricantes de alimentos y bebidas más grande en el mundo, el gigante suizo Nestlé, ha sido víctima de una campaña de boicot internacional desde 1977 para sus prácticas de comercialización relacionadas con su sustituto de leche antes y después del desarrollo El Código (ve Nestlé boicot).
Por sí solo, el Código Internacional no es jurídicamente exigible. Las empresas sólo están sujetas a sanciones legales por incumplimiento del Código cuando se ha incorporado a la legislatura de un Estado nación. Muchos países han adoptado total o parcialmente el Código como ley. Otros países no tienen ninguna legislación sobre la comercialización de alimentos para bebés.
Las violaciones de los códigos por parte de los fabricantes de alimentos para lactantes siguen estando muy extendidas, especialmente (aunque no exclusivamente) en los países que no han aplicado el Código como medida nacional o donde la vigilancia y la aplicación son deficientes. La OMS, la International Baby Food Action Network (IBFAN), Unicef, Salvar los Niños y otras organizaciones internacionales actúan controlar de implementación del Código a través del mundial tanto independientemente y con gobiernos.